# Núria Añó
Núria Añó (Lleida, 10 febbraio 1973) è una scrittrice spagnola.
Fino a 19 anni ha vissuto a Mollerusa. Ha studiato la filologia catalana e la lingua tedesca; vive a Lérida, dove lavora come scrittrice, traduttrice e relatore a convegni e congressi internazionali, dove si parla di creazione letteraria o autore come Elfriede Jelinek, Patricia Highsmith, Alexandre Dumas, Karen Blixen, Salka Viertel e Franz Werfel.

Iniziò a scrivere romanzi precocemente e pubblicò il primo libro nel 1990. Nel 1996 ha ricevuto il 18º premio Joan Fuster. Il suo libro 2066 Inizia la fase di correzione è stato tradotto in molte lingue, tra cui l'italiano. Nel 2004 Els nens de l'Elisa si è classificato al terzo posto al premio Ramon Llull. Seguirono L’escriptora morta (La scrittrice morta, 2018) nel 2008 (Omicron); Núvols baixos (Nuvole basse, 2018) nel 2009 (Omicron); La mirada del fill (Lo sguardo del figlio, 2020) nel 2012 (Abadia) e il saggio biografico sulla vita della sceneggiatrice ebrea Salka Viertel El salón de los artistas exiliados en California (Il salone degli artisti esiliati in California, 2021), nel 2020.
Lei vince il XVIII Premio Joan Fuster per la Narrativa Città di Almenara ed è stata insignita delle prestigiose borse internazionali: Nuoren Voiman Liitto (Finlandia, 2016), Shanghai Writing Program (Cina, 2016), Baltic Centre (Svezia, 2017), IWTCR (Grecia, 2017), Cracovia Città della Letteratura UNESCO (Polonia, 2018), IWTH (Lettonia, 2019) e OWP (Cina, 2020).

## Stile e temi
Lo stile della Añó si concentra sulla psicologia dei personaggi, solitamente antieroi. Nei suoi libri sono più importanti i protagonisti che l'argomento stesso del libro, ciò a causa di una continua riflessione e introspezione dal punto di vista femminile. I temi trattati sono problemi attuali e di rilevanza sociale.

## Opere

### Romanzi
- Els nens de l'Elisa; Omicron 2006 ISBN 84-96496-26-0
- L'escriptora morta (La scrittrice morta); Omicron 2008 ISBN 978-84-96496-65-1
- Núvols baixos (Nuvole basse); Omicron 2009 ISBN 978-84-92544-28-8
- La mirada del fill; (Lo sguardo del figlio) Abadia 2012 ISBN 978-84-96847-77-4

### Saggio biografico
- El salón de los artistas exiliados en California; (Il salone degli artisti esiliati in California) Smashwords 2020 ISBN 9781658631631

### Romanzi in italiano
| Anno | Titolo | ISBN                                          |
| ---- | --- | --------------------------------------------- |
| 2018 | La scrittrice morta | ISBN 978-15-47542-71-0 ISBN 978-15-47548-24-8 |
| 2018 | Nuvole basse | ISBN 978-15-47560-49-3 ISBN 978-15-47562-33-6 |
| 2020 | Lo sguardo del figlio | ISBN 9781071521489 ISBN 9781071524121         |
| 2021 | Il salone degli artisti esiliati in California: Durante il suo esilio, Salka Viertel accolse attori, rinomati intellettuali e persone anonime fuggite dal nazismo | ISBN 9781667410739 ISBN 978-1667413761        |

### Racconti
- Pioggia primaverile; The Literary Repubblica 1991
- Dones i Literatura a Lleida; Ayuntamiento de Lérida City Council 1997
- Narrative VIII Rodoreda condivide; Radio Molins de Rei 1997
- Estrenes; Università di Lleida 2005
- 2066 Inizia la fase di correzione; Cafebabel 2006
- Escata de drac; Ayuntamiento de Lérida City Council 2012
- Des lettres et des femmes... La femme face aux défis de l'histoire Peter Lang 2013
- Fábula, núm. 35 Universidad de la Rioja 2013
- Issue 3. Grief, When Women Waken 2014
- Issue 3. Grief, When Women Waken, 2014.
- Resonancias, núm. 127, París, 2014.

### Altri testi
- (FR) Des lettres et des femmes... La femme face aux défis de l'histoire, Peter Lang, 2013 ISBN 978-3-0343-1367-4 (softcover) ISBN 978-3-0352-0234-2 (eBook).
- (FR)  Les romancières sentimentales: nouvelles approches, nouvelles perspectives, L'ull crític 17-18, Universitat de Lleida, 2014.